# Robiquetia ascendens
Robiquetia ascendens är en orkidéart som beskrevs av Charles Gaudichaud-Beaupré. Robiquetia ascendens ingår i släktet Robiquetia och familjen orkidéer.
Artens utbredningsområde är Moluckerna. Inga underarter finns listade i Catalogue of Life.